# Centralne Biuro Organizacji Wojskowych
Centralne Biuro Organizacji Wojskowych – tajne biuro Syberyjskiego Związku Eserowców powołanego latem 1920, które miało pomóc mu we wprowadzeniu polityki tzw. „tymczasowego regionalizmu”. Eserowcy Ci planowali bowiem usunięcie Kołczaka a następnie zwołanie Syberyjskiego Zgromadzenia Ziemskiego, na którym spodziewano się, że przedstawiciele ludu z tego regionu opowiedzą się za negocjacjami z nacierającą Armią Czerwoną.

## Literatura
- Geoffrey Swain, Wojna domowa w Rosji, Warszawa 2000.